# Kyra Holt
Kyra Holt (Berkeley, 5 maggio 1995) è una pallavolista statunitense, schiacciatrice del Porto.

## Carriera

### Club
La carriera di Kyra Holt inizia nei torni scolastici della California, giocando per la Albany HS. Dopo il diploma gioca a livello universitario con la Washington State, partecipando alla NCAA Division I dal 2013 al 2016, e, appena conclusa la carriera universitaria, firma il suo primo contratto professionistico a Porto Rico, partecipando alla Liga de Voleibol Superior Femenino 2017 con le Gigantes de Carolina.
Nella stagione 2017-18 gioca nella Superliga Femenina de Voleibol spagnola con l'Haris, mentre nella stagione seguente viene ingaggiata in Svizzera dal Neuchâtel, club impegnato in Lega Nazionale A col quale vince la Supercoppa svizzera, venendo eletta MVP del torneo, la coppa nazionale e lo scudetto; nel corso della sua esperienza col club elvetico, si aggiudica altre due edizioni della supercoppa nazionale e gli scudetti 2020-21 e 2021-22, oltre a essere insignita del premio di miglior giocatrice della Lega Nazionale A 2019-20.
Per il campionato 2022-23 si trasferisce in Portogallo, dove prende parte alla Primeira Divisão con il Porto, vincendo Supercoppa e scudetto.

## Palmarès

### Club
- Campionato svizzero: 3

2018-19, 2020-21, 2021-22
- Campionato portoghese: 1

2022-23
- Coppa di Svizzera: 1

2018-19
- Supercoppa svizzera: 3

2018, 2019, 2021
- Supercoppa portoghese: 1

2022

### Premi individuali
- 2018 - Supercoppa svizzera: MVP
- 2020 - Lega Nazionale A: MVP